# Nepenthes attenboroughii
Nepenthes attenboroughii är en köttätande växt   i kannrankesläktett. Den beskrevs av A.S. Rob., S. Mcpherson och V.B. Heinrich. Inga underarter finns listade i Catalogue of Life.

## Bildgalleri

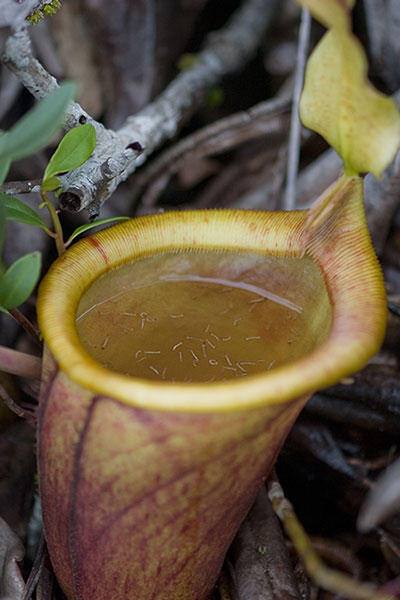
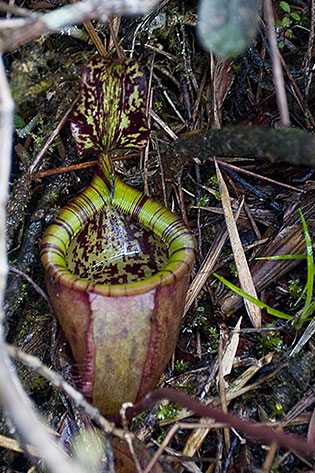